# スターフォックス〜さらば愛しのファルコ〜
『スターフォックス〜さらば愛しのファルコ〜』（スターフォックス〜さらばいとしのファルコ〜）は、中植茂久の漫画作品。ニンテンドードリームに連載されていた。

## 概要
任天堂のコンピュータゲーム『スターフォックス』シリーズを題材にしたフルカラー漫画。『スターフォックス64』と『スターフォックスアドベンチャー』の間に起きた出来事を描いている。現在は『アドベンチャー』の公式ページで読むことができる。
『アドベンチャー』と同様にひとつの惑星を舞台にした物語となっており、惑星間で起こる戦争をメインに据えた本シリーズとは作風が一転した「SF冒険アクション」要素が強い作品となっている。
この漫画はニンテンドードリームの協力によるもので、シリーズ初期のデザインを手掛けていた任天堂の今村孝矢の監修の元、当時ニンテンドードリームの編集者兼漫画家を務めていた中植茂久が漫画を手掛けていた。なお、中植はこのような経緯もあり、現在は任天堂のアートワークを手掛けている。

## 登場人物
フォックス・マクラウド
本作の主人公。スターフォックスのリーダー。22歳。
スリッピー・トード
メカニックエンジニアとして、老朽化が進行しているグレートフォックスを献身的にメンテナンスしている。22歳。
ファルコ・ランバルディ
元暴走族。ゲームでも本気でプレイするほど負けず嫌い。23歳。
ペッピー・ヘア
知識と経験が豊富なベテラン。45歳。
ロブ
オペレーターロボット。
キャット・モンロー
ファルコの元暴走族仲間。
クール
青いネコの姿をした男性。FREE AS A BIRDの副リーダー的な人物で、ファルコの舎弟の一人。宇宙暴走族であるにもかかわらず真面目でやや気が弱い人物。キャットに好意を寄せている。
シールズ大佐
コーネリア防衛軍タイタニア基地の最高責任者。

## その他
64版に登場する惑星タイタニアのボス「ゴラス」がバイオウェポン化されて登場するが（ゴラスは元々アンドルフが作ったものではなく、タイタニアの古代人によって作られた生物兵器という設定である）、頭部の形状などが一部64版のものと異なっているほか、設定画での名称が「ゴラム」とされていた。作者の話によると、当時見ていた映画『ロード・オブ・ザ・リング』の登場キャラクター「ゴラム」と混ざってしまったらしい（作者はゴラスを改造した別種のものと見てほしいと語っていた）。